# 김정민 (1988년)
김정민은 대한민국의 FIFA 온라인 프로게이머이다. 김정민 선수는 5년 만에 참가한 피파온라인 대회 EA SPORTS 피파온라인3 챔피언십 2014에서 개인전 우승을 차지하였다.
이후 2016년 8월 16일 K리그팀인 성남 FC에 입단했다.
2020년 T1에 입단했다.
2017년 7월 15일 EA SPORTS ™ FIFA ONLINE 3 Adidas CHAMPIONSHIP 2017 시즌 1 우승으로 최초의 2회 연속 우승 및 3회 우승을 달성했다.

## 수상 경력
- EA SPORTS ™ FIFA ONLINE 3 Adidas CHAMPIONSHIP 2017 시즌 2 4강
- EA CHAMPIONS CUP 2017 SUMMER 대한민국 국가대표 adidas NEMEZIZ팀 3위
- EA SPORTS ™ FIFA ONLINE 3 Adidas CHAMPIONSHIP 2017 시즌 1 우승
- EA CHAMPIONS CUP 2016 WINTER 대한민국 국가대표 A팀 준우승
- EA CHAMPIONS CUP 2016 SUMMER 대한민국 국가대표
- EA SPORTS ™ FIFA ONLINE 3 Adidas CHAMPIONSHIP 2016 시즌 2 우승
- EA SPORTS ™ FIFA ONLINE 3 Adidas CHAMPIONSHIP 2016 시즌 1 3위
- EA SPORTS ™ FIFA ONLINE 3 Adidas CHAMPIONSHIP 2015 시즌 1 8강
- EA SPORTS 피파온라인3 챔피언십 2014 개인전 우승
- 제3회 동아시아 실내대회 E-SPORTS 부문 피파2009 국가대표
- 천안 ESWC 아시아 챔피언십 우승
- WCG 피파2008 한국 국가대표
- WGT FIFA2008 대회 준우승
- 수원 정보 올림피아드 피파온라인 우승
- 아프리카TV배 피파온라인 우승
- WCG 피파 2007 한국 국가대표
- 현대자동차 월드챔피언십 2nd 준우승
- 온게임넷 썬컵 피파온라인 우승
- 현대자동차 피파온라인 준우승
- 부천 BCX2006 피파온라인 3위
- 수원 GNGWC 피파온라인 3위
- 대구 E-FUN 피파온라인 준우승
- 천안 전국 사이버체전 준우승
- MBC게임 싱크마스터배 MFL 1차리그 준우승
- MBC게임 싱크마스터배 A1리그 피파2005 준우승
- MBC게임 피파2004 클럽챔피언십 우승